# Волчкова Юлія Вадимівна
Юлія Вадимівна Волчкова (29 серпня 1974, Київ — 9 листопада 2018, там само) — українська театральна та кіноакторка. Заслужена артистка України (2015).

## Біографія
У 1995 закінчила Київський державний інститут ім. І. К. Карпенка-Карого (курс Миколи Рушковського). З 1995 — акторка Київського театру драми і комедії на лівому березі Дніпра.
Указом Президента України №-632/2015 від 9 листопада 2015 року присвоєно звання Заслуженої артистки України.

Могила Юлії Волчкової та її родини, Байкове кладовище

Була у шлюбі з режисером Іваном Сауткіним, народила сина Данила (2004 р.).
Померла в Києві 9 листопада 2018 року після важкої онкологічної хвороби. До останнього продовжувала виходити на сцену рідного театру, репетирувала нову роль. Похована разом з родиною на Байковому кладовищі.

## Театральна діяльність
Київський академічний театр драми і комедії на лівому березі Дніпра:
- 1995 — «Майн Кампф, или Носки в кофейнике» — Гретхен
- 1997 — «Кручений біс» («Дрібний біс») Ф. Сологуба; реж. Юрій Одинокий — Варвара
- 1998 — «Европа может подождать!» за п'єсою Е. Скриба «Склянка води» — Анна, королева
- 1999 — «Прихоти Марианны» — Чіута
- 1999 — «Так закінчилось літо» за романом І. Шоу «Люсі Краун» — Сузан
- 1999 — «Ідеальний чоловік» — міс Мейбл
- 1999 — «Вечный муж» — Олімпіада Семенівна
- 2001 — «Глядачі на спектакль не допускаються» М. Фрейна — Вікі, вона ж Брук Ештон
- 2003 — «Море… Ніч… Свічки…» за п'єсою Й. Бар-Йосефа «Це велике море» — Естер
- 2002 — «Ах, мой милый Августин» за мотивами казок Г. Андерсена — Принцеса / Друга придвірна дама
- 2008 — «Опасные связи» — Емілія
- 2010 — «Возвращение блудного отца» — Подруга

## Фільмографія
- 1992 — В тій частині небес — епізод
- 1992 — Репортаж — епізод
- 1996 — Вальдшнепи — Аглая
- 1997 — Приятель небіжчика — секретарка у офісі
- 1997 — Святе сімейство — епізод
- 1998 — Слідство — Надя
- 1998 — Марко Поло — Ясмін
- 1999 — Роксолана 1. Настуня — Настуня
- 1999 — Роксолана 2. Улюблена дружина Халіфа — Настуня
- 1999 — День народження Буржуя — повія
- 2001 — Слід перевертня — наречена Конокрадова
- 2002 — Дикий табун — Аліна
- 2003 — Особисте життя офіційних людей — Нечаєва
- 2004 — Стерви, або Дивацтва кохання — Олена
- 2005 — Жіноча робота з ризиком для життя — Розітта
- 2005 — Міф про ідеального чоловіка — Римакова
- 2005 — Навіжена — Катерина
- 2006 — Давай пограємо — Ельвіра
- 2006 — Все включено — Анна Михайлівна
- 2007 — Серцю не накажеш — Ліля
- 2007 — Чужі таємниці — секретарка
- 2007 — Каблучка з бірюзою — Людмила
- 2007 — Ситуація 202 — Алла
- 2008 — Куплю друга — Діана
- 2008 — Різні люди — Оксана
- 2008 — Боксери віддають переваги білявкам — Софія
- 2009 — Горобини гроначервоні — Женя
- 2009 — Гарлем — Чурина
- 2009 — Ромашка, кактус, маргаритка — Василіса
- 2010 — Весна у грудні — Майя
- 2010 — Арифметика підступності — секретарка
- 2010 — Пончик Люся — Інна
- 2011 — Екстрасенси-детективи — Владислава, екстрасенс
- 2011 — Маршрут милосердя — Ірина
- 2011 — Кроссмейстр — Рита
- 2011 — Мінливості любові — Валентина
- 2014 — Брат за брата 3 — Катя, майор
- 2015 — Лабораторія кохання — Лариса

## Нагороди
- Заслужена артистка України (9.11.2015)